# 張溍 (宜興知縣)
張溍（？—？），字方壺，道光壬辰年七月初七日生，四川樂山縣人，清朝政治人物。舉人出身。
同治三年二月，接替顧榮階。署任江蘇宜興縣知縣。后由馮恩培接任。